# Die Vogelscheuche (Fernsehserie)
Die Vogelscheuche ist eine britische Fernsehserie, die unter der Regie von James Hill 1979 produziert wurde. Die Serie entstand auf der Grundlage von Büchern der Schriftstellerin Barbara Euphan Todd. Im britischen Original heißt die Reihe Worzel Gummidge; für das deutsche Fernsehen wurden 13 Teile synchronisiert.

## Handlung
Die Kinder John und Sue ziehen gemeinsam mit ihrem Vater irgendwo in England aufs Land. Schon bald machen sie Bekanntschaft mit einer seltsamen Vogelscheuche, die sich bewegen und sprechen kann. Sie wurde vom unheimlich wirkenden Krähenmann geschaffen, der vielen solchen skurrilen Wesen das Leben geschenkt hat. Der Vogelscheuche gab er den Namen Wurzel.
Jener Wurzel entwickelte sich zu einem Spaßvogel und Verwandlungskünstler erster Güte. Die meiste Zeit verbringt er damit, irgendwelchen Unsinn anzustellen, Leute zu ärgern oder möglichst viel Chaos zu schaffen. Seiner eigentlichen Tätigkeit, dem Verscheuchen von Vögeln, geht er nur ungern nach, was den Ärger des Krähenmannes nach sich zieht. Oftmals bringt er sich derart in Schwierigkeiten, dass er sprichwörtlich um seinen Kopf bangen muss, den er beliebig abnehmen und jederzeit durch einen anderen ersetzen kann. Zu seinem Glück helfen ihm seine neuen Freunde John und Sue regelmäßig aus der Patsche. Wurzel zeigt auch menschliche Züge, als er sich auf einem Jahrmarkt in die Holzpuppe „Tante Sally“ unsterblich verliebt. Nun setzt er alles daran, ihr Herz zu erobern. Doch dieser Weg erweist sich für die Vogelscheuche Wurzel mehr als steinig.

## Episodenliste
1. Wurzel verliert den Kopf
2. Wurzel auf Wohnungssuche
3. Wurzel und die Herzensbrecherin
4. Der Krähenmann
5. 3 mal 3 ist 8
6. Eine vornehme Einladung
7. Wurzel und der Meistertänzer
8. Wurzel und die Seemannsbraut
9. Ein schlimmes Früchtchen
10. Die verunglückte Einladung
11. Wurzels Anglerlatein
12. Keine Chance für Wurzel
13. Wurzel im Rampenlicht

## DVD-Veröffentlichung
Die komplette Serie ist im englischen Original auf neun DVDs erhältlich. Die 13 synchronisierten Episoden auf Deutsch sind auf zwei DVDs (390 Min.) erschienen.